# Mustafā ʿAbd ar-Rāziq

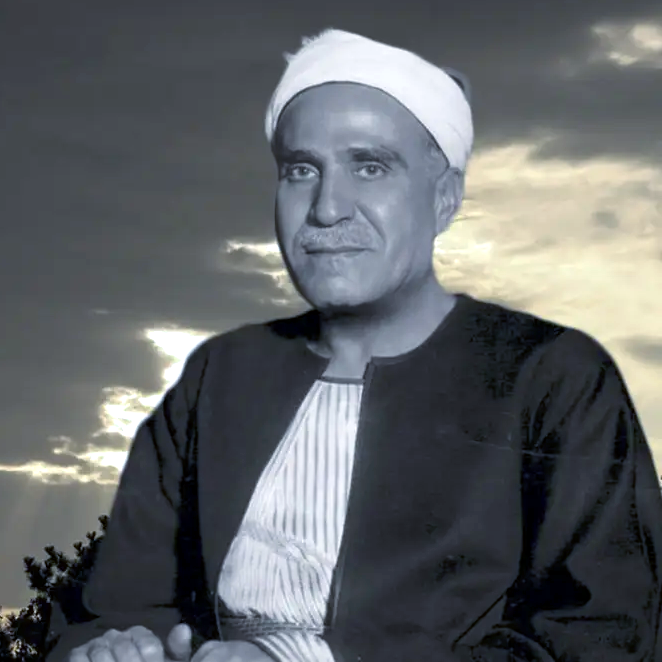
Mustafa Abd al-Raziq

Mustafā ʿAbd ar-Rāziq, auch Mustafa Abd al-Razik (arabisch مصطفى عبد الرازق, DMG Muṣṭafā ʿAbd ar-Rāziq, * 1885 in Abu Dschirdsch, Ägypten; † 15. Februar 1947 in Kairo, Ägypten), war ein ägyptischer Religionsgelehrter und Philosoph. Er und sein jüngerer Bruder ʿAlī ʿAbd ar-Rāziq waren die Söhne von Hasan ʿAbd ar-Rāziq, einem engen Freund von Muhammad Abduh.

## Leben
Er studierte bis 1909 an der al-Azhar-Universität und gehörte dem Kreis von Mohammed Abduh an. Nach dem Abschluss seiner Studien reiste er nach Paris und studierte an der Sorbonne bei Émile Durkheim Soziologie und Ethik. An der Universität von Lyon unterrichtete er Arabisch und promovierte dort über den Rechtsgelehrten asch-Schafii. Diese Arbeit ist erst 1944 in Kairo erschienen. Nach seiner Promotion kehrte er 1915 nach Kairo zurück. 1927 ist er zum Professor für islamische Philosophie an der Universität Kairo ernannt worden, 1938 war er Minister für Religiöse Angelegenheiten (Awqaf). Von 1945 bis zu seinem Ableben war er Oberhaupt der Azhar (Scheich al-Azhar).
In seinen Vorträgen und Arbeiten wurzelte er in der Tradition seines Lehrers Mohammed Abduh und hielt Vortragsreihen über das Leben und Lehren des Scheich Mohammed Abduh an der Universität.
Er vertrat die Reformideen seines Lehrers, dessen “Sendschreiben über die Einheit Gottes” (Risālat at-tauḥīd) er mit M. Bernard Michel mit einer ausführlichen Einleitung ins Französische übersetzte und 1925 herausgab.
In seiner Einleitung in die Geschichte der islamischen Philosophie (Kairo 1944) folgte er zunächst der Lehre von Ernest Renan, der nach die islamische Philosophie weder arabischen noch islamischen Ursprungs sei. Er widerlegte diese These allerdings mit der sorgfältigen Untersuchung der Rolle der eigenständigen Rechtsfindung (Ra'y) im islamischen Recht, die seiner Ansicht nach bereits in der Zeit des Propheten Mohammed und seiner Nachfolger existierte. Sein Umgang mit den historischen Quellen, seine Darstellung historischer Entwicklungen stehen unter dem Einfluss seines europäischen Bildungsweges.